# Joseph Lagat
Joseph Kimeli Lagat, född 1 januari 1986, är en kenyansk långdistanslöpare från Rift Valley-provinsen. 2010 vann han Stockholm Marathon på tiden 2.12.48, den fjärde bästa segertiden i tävlingens historia.